# Solvens
Solvens er et udtryk for kreditværdighed. En virksomhed eller person er solvent, når vedkommendes aktiver overstiger  forpligtelserne. En solvent virksomhed vil derfor kunne dække alle tilgodehavender til kreditorer ved konkurs eller betalingsstandsning.
For bankers vedkommende gælder et lovgivningsmæssigt solvenskrav på minimum 8% af bankens risikovægtede aktiver. Herudover kan fastsættes et højere individuelt krav afhængig af bankens risikotagning i øvrigt. Bankers solvenskrav skal dækkes af den såkaldte basiskapital, der er en sammensætning af egentlig egenkapital og forskellige former for supplerende kapital, herunder hybrid kernekaptial og ansvarlig lånekapital.
Andelen af egentlig egenkapital til dækning af minimumskravet på 8 % er i øjeblikket ved at blive øget. I 2013 er kravet 3,5 %, i 2014 4 % og fra 2015 4,5%. Denne øgning følger af Basel III-standardernes indfasning.